# Oroposoma granitivagum
Oroposoma granitivagum är en mångfotingart som beskrevs av Karl Wilhelm Verhoeff 1936. Oroposoma granitivagum ingår i släktet Oroposoma och familjen knöldubbelfotingar. Inga underarter finns listade i Catalogue of Life.